# Lindneromyia kesseli
Lindneromyia kesseli är en tvåvingeart som beskrevs av Wray Merrill Bowden 1973. Lindneromyia kesseli ingår i släktet Lindneromyia och familjen svampflugor.
Artens utbredningsområde är Kenya. Inga underarter finns listade i Catalogue of Life.